# データカードダス ドラゴンボールZシリーズ
データカードダス ドラゴンボールZシリーズは、バンダイが販売するバーコードつきのカードを読み込ませて遊ぶトレーディングカードアーケードゲームで、『ドラゴンボール』シリーズのことである。

## シリーズ作品
データカードダス1作目から改までは全ての過去弾カードが使用可能。『ドラゴンボールヒーローズ』以降はバーコードタイプのカードダスとは互換性はない。
- データカードダス ドラゴンボールZ - 1作目
- データカードダス ドラゴンボールZ2 - 2作目
- DRAGONBALL Z 爆烈IMPACT - 3作目
- DRAGONBALL Z W爆烈IMPACT - 4作目
- DRAGONBALL改 DRAGON BATTLERS - 5作目（「DRAGONBALL改」となっているが、シリーズとして数えられる）
- ドラゴンボールヒーローズ
- スーパードラゴンボールヒーローズ